# よゐこの企画案
『よゐこの企画案』（よいこのきかくあん）とはフジテレビONEで放送されていたバラエティ番組。

## 概要
フジテレビ721（現フジテレビTWO）で2007年8月24日と2008年4月19日の2回放送された特別番組を経て、2010年4月19日から2012年2月17日まで月1回のレギュラー番組としてフジテレビONEで放送されていたよゐこの冠番組である。それぞれのやりたいことを「企画」として立ち上げ、それを実現するという内容である。地上波では見られないCS放送ならではのゆるさを押し出している。
また、2012年5月からはこの番組から派生した「よゐことくばん」がフジテレビONEで開始している。こちらはおおむね2か月に1回新作を放送。その後、「よゐこLOVE」、「よゐこらぼ」が後継番組として続いている。

## 放送時間
- 月曜日24:00 - 25:00（初回放送、以降はその回の再放送）
- 日曜日18:00 - 19:00（再放送）

## 出演
メイン出演
- よゐこ
  - 濱口優
  - 有野晋哉

ゲスト出演
- 海原はるか・かなた（『iPhoneアプリ「ふ〜って吹くやつ」をいろいろ作る企画』[1]、『師匠と飲む企画』）
- 品田冬樹（『円谷プロが認めてくれる怪獣を考える企画』）
- アイドリング!!!（『アイドルっぽい歌を作詞する企画』、『有野がアイドル曲をレコーディングする企画』）
- HIRO（安田大サーカス）（『HIROとクルージングする企画（台風で中止）』）
- 華名（『100のプロレス技をかけあう企画』）

## 放送内容

### スペシャル版
よゐこの企画案（2007年8月24日）
- キン消し（キン肉マン消しゴム）全418体を紹介する企画
- ペットショップで売られているカブトムシ10万円分を自然に帰す企画
- 焼きそばを作る時の『べこん』という音を着信音にする企画

よゐこの企画案2（2008年4月19日）
- キン肉マン超人ソングにシチュエーションをあてはめる企画
- よゐこのプロフィールを男前にする企画
- ビックリマンまじゃりんこシール全228枚を濱口が有野に紹介する企画

大晦日12時間ぶち抜き!! ゲームセンターCX×よゐこの企画案 年越し生放送 よゐこ祭り（2010年12月31日 - 2011年1月1日）※フジテレビTWOにて放送。
第1部（2010年12月31日18:00 - 23:00）は『ゲームセンターCX』を放送。
第2部（2010年12月31日23:00 - 2011年1月1日6:00）は当番組を放送。
- 第1部 ゲームセンターCX 大みそかだよ! 有野課長! ~8年間の軌跡…今夜はコントローラーを握らない!?~（2010年12月31日18:00 - 23:00）
  - 内容の詳細は『ゲームセンターCX』ページ内→リンク

- 第2部 よゐこの企画案 年越しスペシャル（2010年12月31日23:00 - 2011年1月1日6:00）
  - 濱口優が勝手にゲームセンターCXをやる企画…ゲスト有野晋哉（濱口と有野が協力し、『星のカービィ スーパーデラックス』に挑戦したが、放送時間内にクリアできず。放送終了後クリアまでの模様はよゐこの企画案#10で放送された[2]。またこの企画は『ゲームセンターCX』と当番組とのコラボレーション企画）
  - 初屁の出 どっちが先に屁が出るか競う企画（放送終了後、有野が先に放屁）
  - 相方に年賀状を書く企画
  - 濱口がイメージだけでクッキングする企画（カメラマン阿部とお雑煮対決。お雑煮とがめ煮を出したカメラマン阿部の勝利）
  - 神社に初詣に行く企画（お台場神社でお参り、言い出した濱口がじゃんけんに負けてお賽銭1万円入れる）
  - 新年に来たメールを見せ合う企画
  - おせちを食べる企画

未放送分「星のカービィ スーパーデラックス」完結編（2011年3月21日）
2011年3月21日に「年越し生放送!よゐこ祭り」が10:00から22:00まで第1部および第2部が再放送され、22:00 - 22:50の枠で第2部放送終了直後からゲームクリアまでの様子を約45分間、新たにノーカット版が追加放送された。第10回でも放送されているが、1コーナーのダイジェスト版だった

### レギュラー版
| 回     | 放送日         | 内容 |
| ------ | -------------- | --- |
| 第1回  | 2010年 4月19日 | - 円谷プロが認めてくれる怪獣を考える企画 - iPhoneアプリ「ふ〜って吹くやつ」をいろいろ作る企画 - 4コマ漫画の5コマ目を考える企画 - 濱口がイメージだけでクッキングする企画（オムライス） |
| 第2回  | 5月17日        | - iPhoneアプリ「ふ〜って吹くやつ」をいろいろ作る企画 - 円谷プロが認めてくれる怪獣を考える企画 - 4コマ漫画の5コマ目を考える企画 - 師匠と飲む企画 |
| 第3回  | 6月14日        | - 2人で野球拳をする企画 - バーニャカウダの限界を確かめたい企画 - 4コマ漫画の5コマ目を考える企画 - 師匠と飲む企画 |
| 第4回  | 7月19日        | - iPhoneアプリ「ふ〜って吹くやつ」をいろいろ作る企画 - アイドルっぽい歌を作詞する企画 アイドリング!!!メンバーに企画説明 - 円谷プロが認めてくれる怪獣を考える企画 - 4コマ漫画の5コマ目を考える企画 - 忙しいADさんの髪を切ってあげる企画 - 師匠と飲む企画 |
| 第5回  | 8月23日        | - 究極のエコ 手で食べてみる企画 - 円谷プロが認めてくれる怪獣を考える企画 - 4コマ漫画の5コマ目を考える企画 - ダンボールから脱出する企画 |
| 第6回  | 9月20日        | - 白くまアイスを食べる企画 - 100のプロレス技をかけあう企画 - 円谷プロが認めてくれる怪獣を考える企画 - 4コマ漫画の5コマ目を考える企画 - 濱口がイメージだけでクッキングする企画（ハンバーグ） |
| 第7回  | 10月28日       | - HIROとクルージングする企画（台風で中止） - 4コマ漫画の5コマ目を考える企画 - 濱口がイメージだけでクッキングする企画（天津丼） |
| 第8回  | 11月15日       | - 女の子の格好で野球拳をやる企画 - 100のプロレス技をかけあう企画 美人女子レスラーにプロレス技をかけてもらう企画 - 円谷プロが認めてくれる怪獣を考える企画 - 4コマ漫画の5コマ目を考える企画 |
| 第9回  | 12月14日       | - Tシャツに味を付ける企画 - よゐこはスベらんけど2人でスベりたい企画 - 4コマ漫画の5コマ目を考える企画 - 2010年よゐこの重大ニュースを決める企画 |
| 第10回 | 2011年 1月24日 | - アイドルっぽい歌を作詞する企画 実際に2人が作詞した歌詞を名前を伏せてアイドリング!!!メンバーに、どちらが良いか選んで貰った - 濱口優が勝手にゲームセンターCXをやる企画 完全版 - 4コマ漫画の5コマ目を考える企画 |
| 第11回 | 2月22日        | - アイドルっぽい歌を作詞する企画 レコード化する為にアイドリング!!!メンバーに実際にレコーディングして貰った - 有野がアイドル曲をレコーディングする企画 作詞した物の人気投票で負けた有野も自作の詩を罰ゲーム的にレコーディング - 節分を思い切り楽しむ企画 - 乳首の色のTシャツを着てみる企画 - ゴリラの面白さを見直す企画 - 4コマ漫画の5コマ目を考える企画 - 最終回 何をするか考える企画 |
| 第12回 | 3月29日        | - ゴルフを真剣にやってみる企画 - 「親が考えた企画」をやる企画 - 円谷プロが認めてくれる怪獣を考える企画 - 4コマ漫画の5コマ目を考える企画 - 好評だったので2ndシーズン突入する事を発表 |

### よゐことくばん
よゐことくばんを参照。

### よゐこLOVE ～『大人な趣味』を愛する為に勉強していく～
よゐこLOVE を参照

### よゐこらぼ
よゐこらぼ を参照。

## DVD
- 『よゐことキンケシ〜濱口が有野に全418体を紹介する企画〜』 ビクターエンタテインメント 2008年11月29日発売

## ゲーム
- 『怪獣バスターズPOWERED』 バンダイナムコゲームス 2011年1月20日発売

『円谷プロが認めてくれる怪獣を考える企画』にて濱口が考案したガンモナイドンが登場。